# Manso Nkwanta
Manso Nkwanta ist ein Ort mit über 5000 Einwohnern in der Ashanti Region im westafrikanischen Staat Ghana.

## Beschreibung
Er ist die Hauptstadt des Distriktes Amansie West und liegt etwa 40 km südwestlich von der Regionalhauptstadt Kumasi, nördlich von Obuasi und westlich von Bekwai.
Hier ist die Amansie West Rural Bank Ltd. mit einer Filiale ansässig. Der Gesundheitsversorgung der Bevölkerung steht eine kleine Klinik und ein Geburtshaus im Ort zur Verfügung.